# Бърк (окръг, Джорджия)
Вижте пояснителната страница за други значения на Бърк.
Окръг Бърк (на английски: Burke County) е окръг в щата Джорджия, Съединени американски щати. Площта му е 2163 km², а населението - 22 986 души. Административен център е град Уейнсбъро.